# Parafreutreta mavoana
Parafreutreta mavoana es una especie de insecto del género Parafreutreta de la familia Tephritidae del orden Diptera.

## Historia
Fue descrita científicamente por primera vez en el año 1952 por Munro.